# Ла Мадонина (Фиренца)
Ла Мадонина је насеље у Италији у округу Фиренца, региону Тоскана.
Према процени из 2011. у насељу је живело 393 становника. Насеље се налази на надморској висини од 35 м.